# 聖柏德烈站
聖柏德烈站（英語：St. Patrick Station）是一座多倫多地鐵央街－大學線車站，坐落加拿大安大略省多倫多市中心大學路（University Avenue）和登打士街的交界處，於1963年2月28日聯同大學線一起啟用，以附近的聖博德教堂（St. Patrick's Church）命名，其他鄰近主要建築包括安大略美術館和美國駐多倫多領事館。
下列由多倫多公車局營運的巴士和有軌電車線駛經聖柏德烈站：
- 142號市中心-阿梵奴道急行巴士線（Downtown/Avenue Road Express）
- 505號登打士街有軌電車線（Dundas）

## 外部連結
- 维基共享资源上的相關多媒體資源：聖柏德烈站
- （英文）TTC St. Patrick Station （页面存档备份，存于）－多倫多公車局網站 聖柏德烈站頁面